# Pselliophorus
Pselliophorus — рід птахів родини Вівсянкових.

## Список видів
- Pselliophorus luteoviridis (Griscom, 1924)
- Pselliophorus tibialis (Lawrence, 1864)